# Margaret Landon
Margaret Landon, nata Margaret Dorothea Mortenson (Somers, 7 settembre 1903 – Alexandria, 4 dicembre 1993), è stata una scrittrice statunitense, famosa per il romanzo pubblicato nel 1944 Anna e il re, ispirato alla vita di Anna Leonowens.

## Biografia
Margaret nasceva da una famiglia metodista, nel 1927 sposava Kennet Landon, assegnato alla chiesa Presbiteriana, missionario in Thailandia. Qui ebbe tre figli, e rimase in Asia per 10 anni prima di rimpatriare negli Stati Uniti. È in Thailandia che ebbe occasione di impratichirsi dei costumi locali e conobbe la storia della Anna Leonowens dalla quale trasse il romanzo Anna e il re, pubblicato nel 1944.
Il libro fu un successo immediato e vennero tratti vari film e musical, tra cui: Anna e il re del Siam e Il re ed io (The King and I). Il lavoro successivo pubblicato nel 1949, Never Dies The Dream, non ebbe altrettanto successo.
Nell'agosto del 1993 moriva Kenneth Landon e la moglie lo seguì qualche mese dopo (nel dicembre dello stesso anno).

## Opere
- Anna e il re, 1944.
- Never Dies The Dream, 1949.

## Filmografia

### Soggetto
- Anna e il re del Siam (Anna and the King of Siam), regia di John Cromwell (1946)
- Il re ed io (The King and I), regia di Walter Lang (1956)
- Anna and the King - serie TV (1972)
- Il re ed io (The King and I), regia di Richard Rich (1999)

## Teatro

### Soggetto
- The King and I (1951)